# Urik József
Urik József, Urik József László (Budapest, 1897. március 6. – 1976. augusztus 15.) válogatott labdarúgó, csatár, műszerész-segéd.

## Családja
Urik István és Szmák Terézia fia. 1924. december 11-én Budapesten, Kőbányán házasságot kötött a nála hét évvel fiatalabb Freschl Juliannával, Freschl Mihály és Klopfer Julianna leányával.

## Pályafutása

### Klubcsapatban
1917 és 1923 a Törekvés labdarúgója volt, ahol a csapattal az 1917–18-as idényben bajnoki bronzérmet szerzett. 1923 és 1926 között az Bologna csapatában játszott, ő volt az olasz csapat első magyar játékosa.

### A válogatottban
1917 és 1923 között három alkalommal szerepelt a magyar válogatottban és egy gólt szerzett.

## Sikerei, díjai
- Magyar bajnokság
  - 3.: 1917–18
  - 4.: 1919–20, 1921–22

## Statisztika

### Mérkőzései a válogatottban
| Magyarország | Magyarország     | Magyarország                    | Magyarország    | Magyarország | Magyarország | Magyarország | Magyarország | Magyarország |
| #            | Dátum            | Helyszín                        | Hazai           | Eredmény     | Vendég       | Kiírás       | Gólok        | Esemény      |
| ------------ | ---------------- | ------------------------------- | --------------- | ------------ | ------------ | ------------ | ------------ | ------------ |
| 1.           | 1917. június 3.  | Budapest, Hungária körúti pálya | Magyarország    | 6 – 2        | Ausztria     | barátságos   | 1            | 13'          |
| 2.           | 1917. július 15. | Bécs, WAC-Platz                 | Ausztria        | 1 – 4        | Magyarország | barátságos   | -            |              |
|              | 1920. május 14.  | Pforzheim                       | Dél-Németország | 0 – 1        | Magyarország | barátságos   | -            | Gól          |
| 3.           | 1923. május 6.   | Bécs, Hohe Warte                | Ausztria        | 1 – 0        | Magyarország | barátságos   | -            |              |
|              | Összesen         |                                 |                 | 3            | mérkőzés     |              | 1            | gól          |